# Body Bizarre
Body Bizarre è una trasmissione televisiva statunitense trasmessa da Discovery Channel negli Stati Uniti. La trasmissione viene trasmessa anche in Italia: dapprima su Real Time e ultimamente anche su Nove, ma anche su Discovery Science. Nell'edizione italiana la voce narrante è di Paolo Sesana.
È incentrata sulla narrazione di casi di persone affette da malattie, di solito rare, che producendo deformazioni corporee "mostruose" (spesso impressionanti a vedersi), debilitano quasi sempre la loro vita condizionandola in modo più o meno pesante e invasivo. Spesso ne viene mostrata l'identificazione della diagnosi, il trattamento medico o chirurgico e talora una visita successiva per verificare la bontà dell'esito dell'intervento.
Di solito sono riportate sia la testimonianza del paziente, sia in termini di esperienza che di attaccamento alla vita, che il parere diagnostico-clinico del medico specialista che esamina il caso e ne spiega la rarità e gravità.

## Casi trattati
- Ana Rochelle Pondare, affetta da progeria[1] e morta nel 2016.[2]